# HMS H42
HMS H42 (pennant number - H42) – brytyjski okręt podwodny typu H. Zbudowany w latach 1917–1918 w stoczni Armstrong Whitworth w Newcastle upon Tyne, gdzie okręt został wodowany 21 października 1918 roku. Do służby w Royal Navy został przyjęty 1 maja 1919 roku.
HMS H42 należał do serii okrętów typu H ze zmienioną konstrukcją. Po internowaniu części okrętów budowanych na zlecenie w Stanach Zjednoczonych zapadła decyzja o przeniesieniu produkcji do Wielkiej Brytanii. Od początku 1917 roku do końca 1920 roku w stoczniach Vickers, Cammell Laird, Armstrong Whitworth, Beardmore oraz HM Dockyard wybudowano 23 okręty tego typu.
Okręt został zatopiony w czasie kolizji z niszczycielem HMS „Versatile” w dniu 23 marca 1922 roku w okolicach Gibraltaru. Nikt z załogi pod dowództwem Lt. D.C. Sealya nie ocalał.